# Ламбсборн
Ламбсборн (нем. Lambsborn) — община в Германии, в земле Рейнланд-Пфальц. 
Входит в состав района Кайзерслаутерн. Подчиняется управлению Брухмюльбах-Мизау.  Население составляет 734 человека (на 31 декабря 2010 года). Занимает площадь 4,73 км².